# Knipolegus cyanirostris
Knipolegus cyanirostris là một loài chim trong họ Tyrannidae.
Loài chim này được tìm thấy ở Argentina, Bolivia, Brazil, Paraguay, và Uruguay. Môi trường sống tự nhiên của chúng là rừng ôn đới, rừng núi ẩm nhiệt đới hoặc cận nhiệt đới, cận nhiệt đới hoặc cận nhiệt đới trên cao vùng cây bụi và rừng trước đây suy thoái nghiêm trọng.